# Kaserne Moorslede

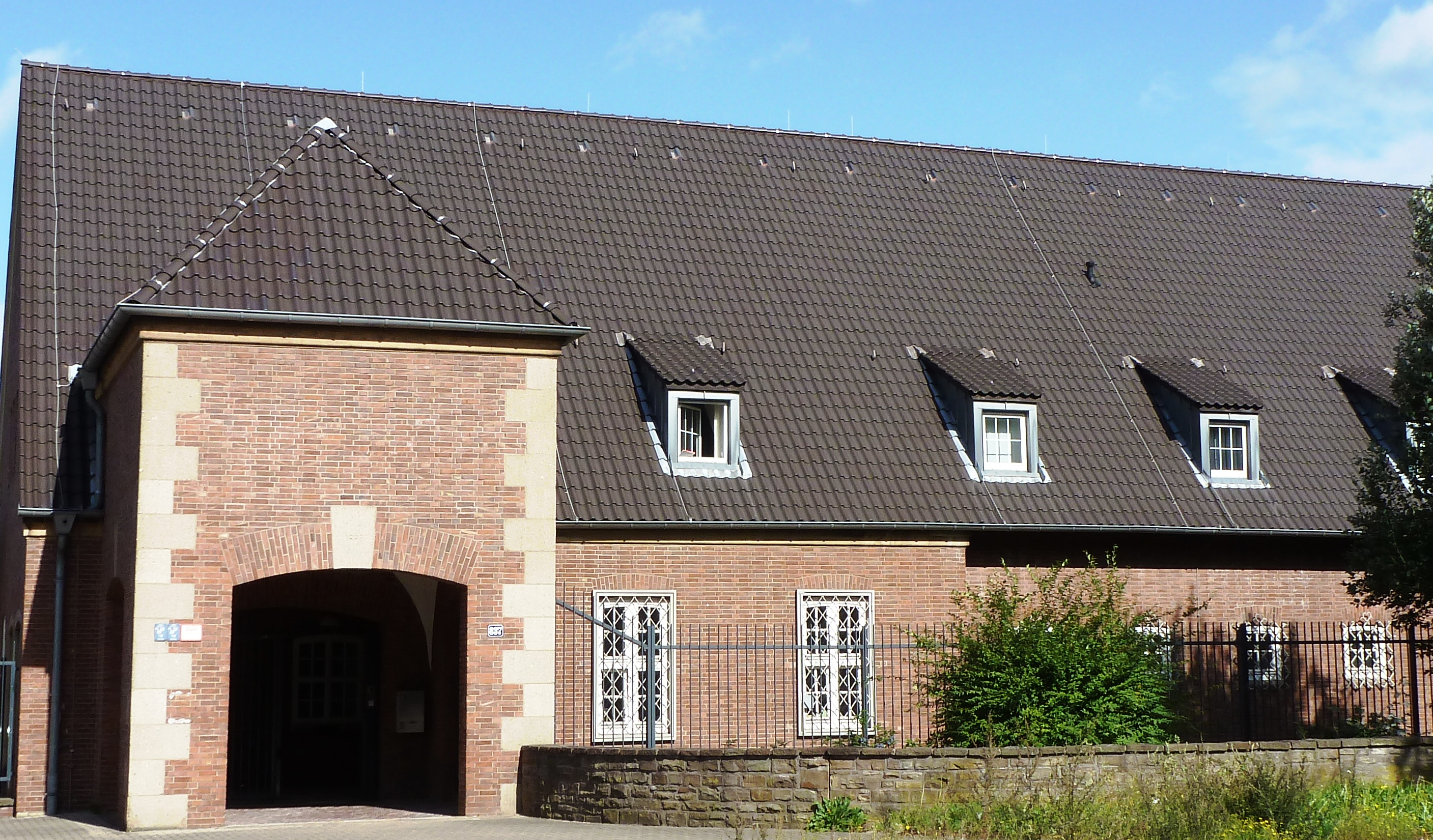
Pfortengebäude Bergisch Gladbacher Straße 837

Die Kaserne Moorslede ist eine ehemalige Luftwaffen-Kaserne in Köln-Dellbrück. Sie steht im Eigentum der Bundesrepublik Deutschland und wird überwiegend vom Zollkriminalamt genutzt. Außerdem sind dort Einheiten der Bundespolizei sowie europäische Zollbehörden untergebracht.
Seit 1994 steht die Kaserne unter Denkmalschutz; zuständig als Untere Denkmalbehörde ist die Bezirksregierung Köln.

## Geschichte
Die Anlage wurde von 1936 bis etwa 1940 für Pionier- bzw. Flakeinheiten der Luftwaffe errichtet und trug bis 1945 den Namen Hermann-Göring-Kaserne. Im Mai 1940 waren hier kurzfristig Luftlandetruppen untergebracht, die am Überfall auf Belgien und der Eroberung des Forts Eben-Emael beteiligt waren.
Nach dem Einmarsch der Amerikaner ins rechtsrheinische Köln Ende März 1945 diente die Kaserne vorübergehend als Sammellager für Kriegsgefangene sowie Zwangsarbeiter vor deren Rückführung, zuletzt unter britischer Verwaltung.
1945/46 übernahm die belgische Besatzungsarmee die Kaserne. Sie wurde zunächst Kwartier Becquevort genannt, erhielt dann aber auf Dauer den Namen Moorslede in Erinnerung an eine im Ersten Weltkrieg zerstörte belgische Kleinstadt.
Die Kaserne Moorslede diente ab 1951 bis 1992 überwiegend dem 6. Pionierbataillon (Genie) der Belgischen Armee. Für deren Offiziere und verheiratete Mannschaften wurden in Dellbrück um 1950 außerhalb der Kaserne mehrere Siedlungen, eine Schule, Kino, Supermarkt und ein Kasino errichtet.
1955 wurden die Besatzungsarmeen in NATO-Streitkräfte umgewandelt. Im Zusammenhang mit der Lagerung von atomwaffenfähigen Raketen wurde in Moorslede auch eine amerikanische Einheit stationiert.
1992 verließen die belgischen Einheiten die Kaserne im Rahmen des schrittweisen, 2002 abgeschlossenen Abzuges aller belgischen Truppen aus Deutschland. Im Jahr 1993 war der THW-Ortsverband Köln-West in der Kaserne Moorslede untergebracht. Ab 1994 wurde die Kaserne saniert und unter Berücksichtigung der Auflagen des Denkmalschutzes für das Zollkriminalamt umgebaut und von diesem schrittweise bezogen.

## Bauten
Die Kaserne wurde auf einem vergleichsweise kleinen Gelände zwischen der Bergisch Gladbacher Straße und der S-Bahn-Trasse nach Bergisch Gladbach errichtet. Den Mittelpunkt bildet eine nach Osten offene, dreigeschossige Dreiflügelanlage, das Mannschaftsgebäude.
Ihm sind an der Südseite zur Bergisch Gladbacher Straße von Ost nach West das Pfortengebäude mit dem Haupttor, die ehemalige Kommandantur sowie ein Doppelwohnhaus vorgelagert, jeweils eingeschossig. Östlich des Mannschaftsgebäudes liegt das ehemalige Kasino, ein eingeschossiger Bau in H-Form. In der Nordostecke befinden sich das Heizkraftwerk sowie das ehemalige Haus des Kommandanten. Westlich des Mannschaftsbaus sind ausgedehnte Garagenanlagen untergebracht, die in der Nordwestecke durch eine ehemalige Kfz-Werkstatt ergänzt werden (jetzt außerhalb des Geländes).
In der Südwest- und Nordostecke befindet sich als eigener Baukomplex jeweils eine Flakhalle, d. h. die standardisierte Unterkunft einer mobilen Flakeinheit.
Aus belgischer Zeit sind ein weiteres ehemaliges Mannschaftsgebäude im Norden sowie ein weiteres Kantinengebäude am Ostrand des Geländes erhalten; sie stehen nicht unter Denkmalschutz. Ergänzende Garagenkomplexe wurde inzwischen wieder abgebrochen.
Nach Abbrüchen sowie Umnutzung der übrigen durch die Belgier genutzten Kasernenanlagen aus der NS-Zeit ist die Kaserne Moorslede die letzte komplett erhaltene Anlage ihrer Art in Köln.

## Website
- Förderverein Kaserne Moorslede

Koordinaten: 50° 58′ 38,7″ N, 7° 3′ 41,1″ O